# خانه مسکونی کرمانی
خانه مسکونی کرمانی مربوط به دوره قاجار است و در مشهد، خیابان نواب صفوی، حاشیه نواب صفوی۱۱، پلاک ۱۳۲ واقع شده و این اثر در تاریخ ۱۱ مرداد ۱۳۸۴ با شمارهٔ ثبت ۱۲۳۸۳ به‌عنوان یکی از آثار ملی ایران به ثبت رسیده است.